# 吕侯
吕侯（?—?），周穆王时代周朝大臣，辅佐周穆王。诸侯有不睦者，他告知穆王。周穆王命他作刑书，来布告天下，号称《吕刑》，因为吕侯又称甫侯，所以《吕刑》又叫《甫刑》，是中国较早的刑法。